# Llista de comtats de l'Illa del Príncep Eduard
Llista de comtats de l'Illa del Príncep Eduard.

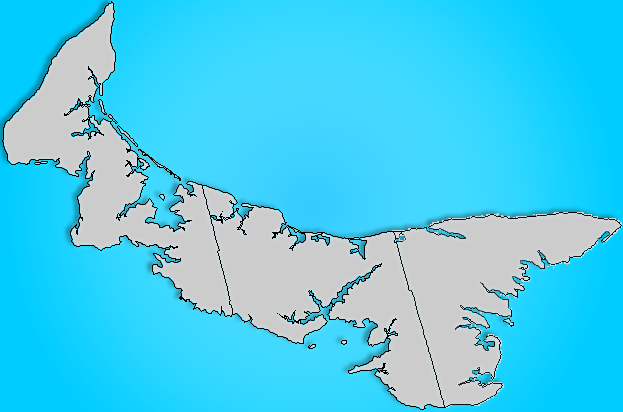
Mapa de l'illa amb els tres comtats.

La província canadenca de l'Illa del Príncep Eduard s'organitza administrativament en tres comtats (en anglès, counties) que són els següents, d'oest a est:
| Comtat           | Superfície (km²) | Població | Capital       |
| ---------------- | ---------------- | -------- | ------------- |
| Comtat de Prince | 1.980            | 44.348   | Summerside    |
| Comtat de Queens | 2.020            | 77.866   | Charlottetown |
| Comtat de Kings  | 1.684            | 19.328   | Georgetown    |